# Jean Erussard
Jean Erussard, né le 17 mai 1924 à Lanhélin et mort le 28 avril 2006 à Combourg,, est un coureur cycliste français.

## Biographie
Jean Erussard est formé au Vélo Club de Saint-Servan. Lors de la saison 1948, il se distingue en remportant le championnat de Bretagne ainsi que le championnat de France amateurs. Il passe ensuite professionnel au sein de l'équipe Arliguie-Hutchinson, où il évolue durant plusieurs saisons. Avec cette formation, il remporte notamment une étape du Tour de l'Ouest en 1950 et en 1952. 

## Palmarès
- 1948
  -  Champion de France sur route amateurs
  -  Champion de Bretagne sur route
  - Paris-Alençon-Rennes
  - Paris-Le Mans-Rennes :
    - Classement général
    - 2e étape[3]

  - 3e du championnat de Bretagne de cyclo-cross
  - 3e du Circuit du Finistère
- 1950
  - 7e étape du Tour de l'Ouest
- 1951
  - 3e du Grand Prix de Plouay
- 1952
  - 5e étape du Tour de l'Ouest